# Melanostoma pictipes?
Melanostoma pictipes? là một loài ruồi trong họ Ruồi giả ong (Syrphidae). Loài này được Bigot mô tả khoa học đầu tiên năm 1884. Melanostoma pictipes? phân bố ở miền Tân bắc